# Coulanges-lès-Nevers
Coulanges-lès-Nevers is een gemeente in het Franse departement Nièvre (regio Bourgogne-Franche-Comté). De gemeente telde 3.678 inwoners op 1 januari 2022. De plaats maakt deel uit van het arrondissement Nevers.

## Geografie
De oppervlakte van Coulanges-lès-Nevers bedroeg op 1 januari 2022 10,8 vierkante kilometer; de bevolkingsdichtheid was toen 340,6 inwoners per km².
De onderstaande kaart toont de ligging van Coulanges-lès-Nevers met de belangrijkste infrastructuur en aangrenzende gemeenten.

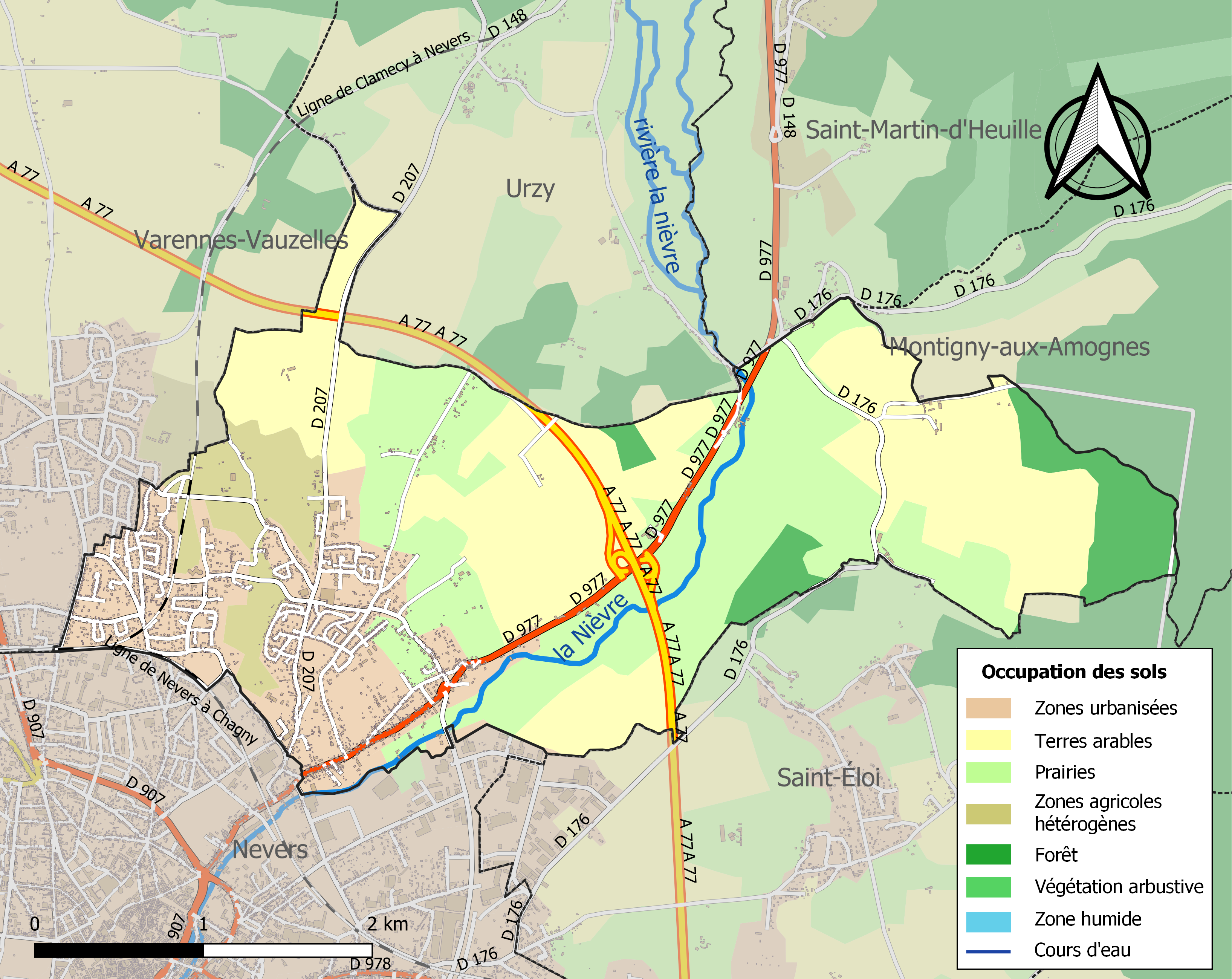

## Demografie
Onderstaande figuur toont het verloop van het inwonertal (bron: INSEE-tellingen).